# 归州镇

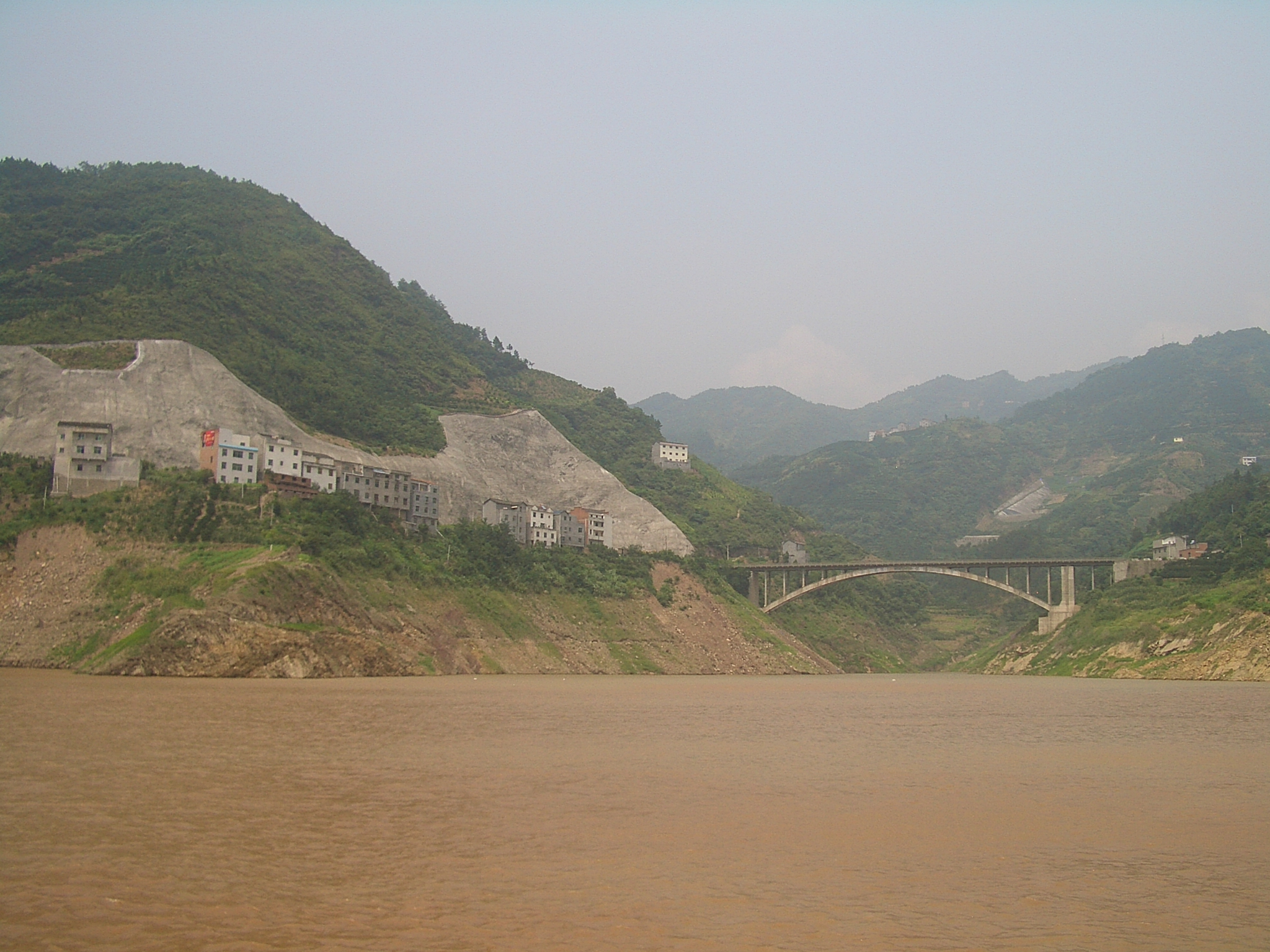
归州镇

归州镇，是中华人民共和国湖北省宜昌市秭归县下辖的一个乡镇级行政单位。

## 行政区划
归州镇下辖以下地区：
归州社区、彭家坡村、屈原庙村、向家湾村、香溪村、向家店村、周家湾村、官庄坪村、盐关村、万古寺村、白果圆村和贾家店村。